# 아르콰페트라르카
아르콰페트라르카(이탈리아어: Arquà Petrarca, 이탈리아어 발음: [arˈkwa ppeˈtrarka])는 이탈리아 북동부 베네토주 파도바도에 위치한 마을 및 기초 자치체(코무네)이다. 2007년 기준, 아르콰페트라르카의 인구는 1,835명이다.